# Alvaro Vitali
Alvaro Vitali (Roma, 3 de febrero de 1950 - Roma, 24 de junio de 2025) fue un actor italiano.

## Biografía
Nacido en el Trastevere, en el corazón de Roma. Sus orígenes, ligados a la tradición romana, y su simpatía se reflejan en sus personajes que, junto a Lino Banfi, Renzo Montagnani y tantos otros, caracterizan la comedia erótica italiana de los años '70 y '80.

### El éxito
De profesión electricista, pero con una pasión por el canto y el baile, fue descubierto por Federico Fellini, que durante una prueba quedó asombrado por el actor aspirante, con lo que en 1969 lo hizo debutar en el mundo del cine con un pequeñísimo papel en Satyricon. Fellini lo volvió a requerir en I clowns (1971), Roma (1972) y, sobre todo, en Amarcord (1973).
Sin embargo, la fama de Álvaro Vitali está ligada principalmente a la comedia erótica italiana que, durante algunos años, fue una destacada corriente cinematográfica dentro del cine más comercial. Fue en esta época cuando comenzó a tener fama, gracias a numerosísimos papeles en estas películas, consideradas en general de escaso valor, pero de culto para los amantes del género, en las que Vitali actuó como secundario. Dada la ascensión popular del actor, consiguió el papel protagonista de Jaimito contra todos (1981), Jaimito, médico del seguro (1981) y Jaimito no perdona (1982).

### El declive
La moda de la comedia erótica duró poco y con ella terminó la fama del actor. En 1990 la tentativa de hacer resurgir el personaje con la película Pierino torna a scuola (Jaimito vuelve a la escuela) resultó un fracaso. De hecho, ni ésta ni las dos películas de Jaimito siguientes fueron traducidas, ya que no lograron encontrar una distribuidora que las publicara.

### El relanzamiento en televisión
Vitali pasó a trabajar para televisión, haciendo imitaciones de personajes. En 2006 participó en la tercera edición del reality La fattoria pero, tras pocas semanas, tuvo que abandonarlo por el empeoramiento de su asma.

### Curiosidades
- Es el único actor que ha sido contratado cuatro veces consecutivas por Federico Fellini.
- En I Clowns fue doblado.

## Filmografía
Se incluye el título original y la traducción al español:
- 1969
  - Fellini - Satyricon (Satyricon).
- 1971
  - I clowns (Los Clowns).
- 1972
  - Meo Patacca.
  - Roma (Roma).
  - Che? (¿Qué?).
- 1973
  - La Tosca (Tosca).
  - Rugantino.
  - Polvere di stelle (Esa rubia es mía).
  - Mordi e fuggi (Sábado inesperado).
  - Partirono preti, tornarono... curati.
  - Il colonnello Buttiglione diventa generale.
  - Amarcord (Amarcord).
- 1974
  - 4 marmittoni alle grandi manovre.
  - La poliziotta (Giovanna la incorruptible).
  - Romanzo popolare.
  - L'arbitro.
  - Profumo di donna (Perfume de mujer).
- 1975
  - La poliziotta fa carriera (Bella, valiente y buena).
  - La liceale (La colegiala).
  - L'insegnante (Pecado venial).
  - Due cuori, una cappella.
  - La pupa del gangster (Pupa, Charlie y su gorila). Sale como extra (el taxista).
  - Vergine, e di nome Maria
  - Frankenstein all'italiana (Frankenstein a la italiana).
  - Il tempo degli assassini.
- 1976
  - La segretaria privata di mio padre (La secretaria particular de mi padre).
  - La dottoressa sotto il lenzuolo (Bajo las sábanas con la doctora).
  - Classe mista (Jaimito el tocón y la profe cañón).
  - La dottoressa del distretto militare (La doctora del regimiento).
  - Spogliamoci così senza pudor (Desnudémonos sin pudor).
  - Telefoni bianchi (La carrera de una doncella).
  - La professoressa di scienze naturali (La profesora de ciencias naturales).
  - Uomini si nasce poliziotti si muore
- 1977
  - Per amore di Poppea (Jaimito en la Corte de Nerón).
  - La compagna di banco (Jaimito, el conserje).
  - La vergine, il toro e il capricorno (Virgo, tauro y capricornio).
  - Taxi Girl (Taxi Girl).
  - La soldatessa alla visita militare (La doctora arma el lío).
- 1978
  - L'insegnante balla... con tutta la classe (La profesora baila con toda la clase).
  - Scherzi da prete.
  - L'insegnante va in collegio (La profesora y el último de la clase).
  - La liceale nella classe dei ripetenti (La estudiante en la clase de los suspensos).
  - La soldatessa alle grandi manovre (Las maniobras de la doctora con los soldados).
- 1979
  - L'infermiera di notte (Enfermera para todo).
  - L'insegnante al mare con tutta la classe (La profesora va al mar con toda la clase).
  - Dove vai se il vizietto non ce l'hai? (Nadie es perfecto).
  - La liceale, il diavolo e l'acquasanta (Cama para tres plazas).
  - La liceale seduce i professori (La colegiala seduce a los profesores).
  - La poliziotta della squadra del buon costume (Policías con faldas).
  - L'insegnante viene a casa (La profesora enseña en casa).
  - L'infermiera nella corsia dei militari (Jaimito y la enfermera arman la guerra en el hospital).
  - Gros câlin.
- 1980
  - La ripetente fa l'occhietto al preside (La estudiante, el rector y Jaimito el playboy).
  - La liceale al mare con l'amica di papà (La nena cañón y Don Máximo el ligón).
  - La dottoressa ci sta col colonnello (La doctora seduce al coronel).
- 1981
  - Pierino contro tutti (Jaimito contra todos).
  - Pierino médico della SAUB (Pepito médico del seguro). Debería haberse traducido por Jaimito, pero así se distribuyó en VHS.
  - L'onorevole con l'amante sotto il letto (La profesora de Educación Sexual aka El amante bajo la cama).
  - La poliziotta a New York (Tres polis peligrosos en Nueva York).
  - La dottoressa preferisce i marinai (La doctora de los marineros).
- 1982
  - Gianburrasca (Jaimito Huracán).
  - Giggi il bullo (Jaimito el chulo).
  - Pierino colpisce ancora (Jaimito no perdona).
- 1983
  - Paulo Roberto Cotechiño centravanti di sfondamento (Roberto Cotechiño delantero centro).
  - Il tifoso, l'arbitro e il calciatore (El hincha, el árbitro y los jugadores).
- 1984
  - Varietà (serie de TV).
- 1986
  - Zanzibar (un episodio): La Vedova.
- 1988
  - Festa di Capodanno (miniserie de TV).
- 1989
  - Mortacci.
- 1990
  - Pierino torna a scuola.
- 1991
  - La taverna di Alvaro (TV).
- 1992
  - Pierino Stecchino.
- 1995
  - Club Vacanze.
- 1996
  - L'antenati tua e de Pierino.
- 1998
  - S.P.Q.R. (un episodio): Fantasmi a Roma.
- 2001
  - Se lo fai sono guai.
- 2003
  - Cinecittà (serie de TV).
- 2006
  - Domani è un'altra truffa.
- 2009
  - Impotenti esistenziali (Impotentes existenciales).